# Ziziphus acutifolia
Ziziphus acutifolia là một loài thực vật có hoa trong họ Táo. Loài này được (Griseb.) M.C. Johnst. miêu tả khoa học đầu tiên năm 1964.